# Darchāk
Darchāk (persiska: درچاک, دورچاك, Dūrchāk) är en ort i Iran.   Den ligger i provinsen Qazvin, i den norra delen av landet, 140 km nordväst om huvudstaden Teheran. Darchāk ligger 1 473 meter över havet och antalet invånare är 305.
Terrängen runt Darchāk är kuperad åt sydväst, men åt nordost är den bergig. Runt Darchāk är det ganska tätbefolkat, med 108 invånare per kvadratkilometer. Närmaste större samhälle är Rāzmīān, 6,0 km väster om Darchāk. Trakten runt Darchāk består i huvudsak av gräsmarker.